# Estação Belleville
Belleville é uma estação das linhas 2 e 11 do Metrô de Paris, localizada no limite do 10.º, do 11.º, do 19.º e do 20.º arrondissements de Paris.

## Localização
Ela está implantada no cruzamento formado pela rue de Belleville, o boulevard de la Villette, a rue du Faubourg-du-Temple e o boulevard de Belleville, as plataformas sendo estabelecidas:
- na linha 2, sob o Boulevard de la Villette;
- na linha 11, sob a rue du Faubourg-du-Temple.

## História
A estação foi aberta em 31 de janeiro de 1903 na linha "2 Nord", que se tornou mais simplesmente a linha 2 em 17 de outubro de 1907.

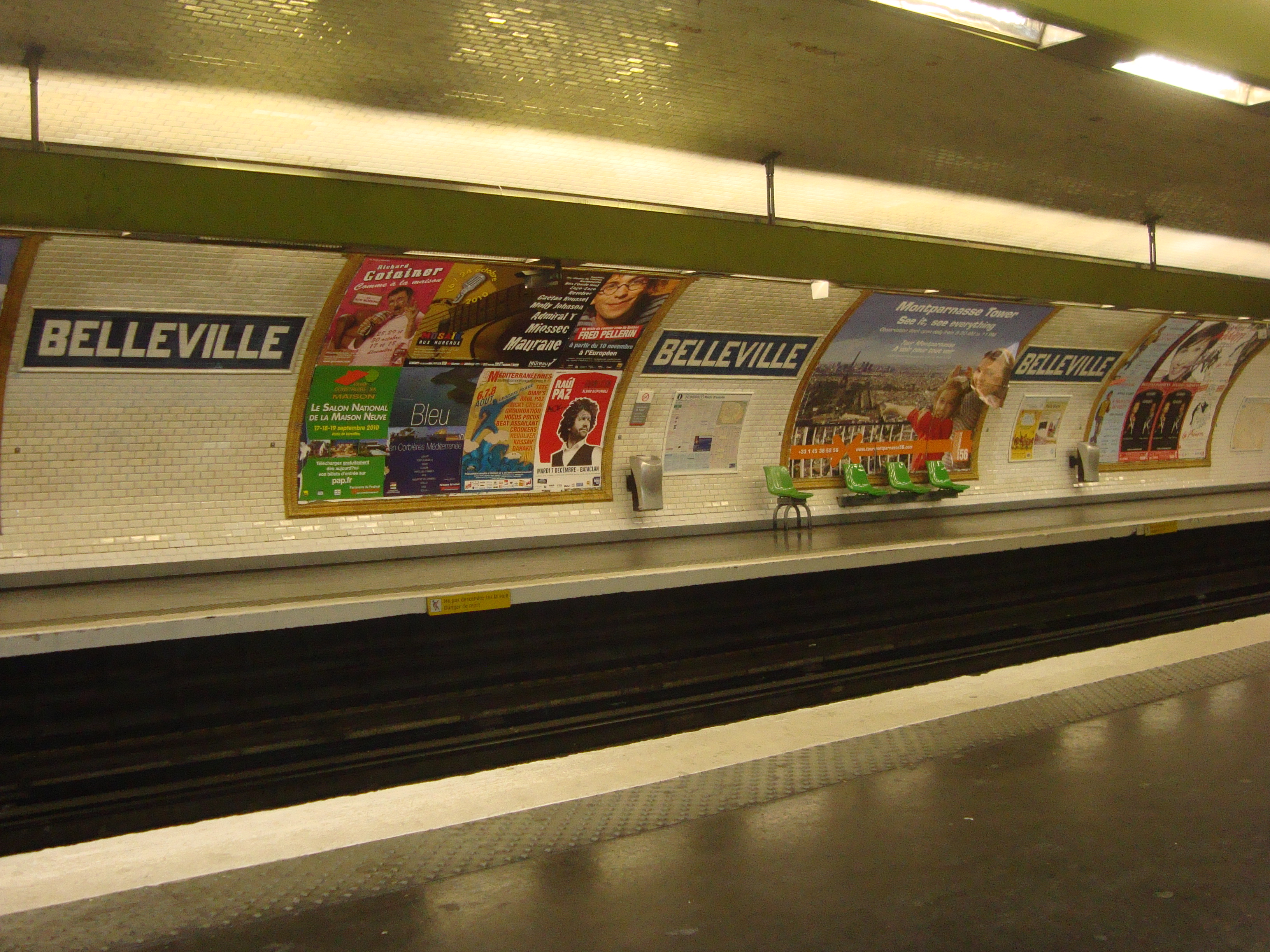
As plataformas da linha 11.

Ele está localizado a noroeste do quartier de Belleville, que era originalmente uma área rural, e depois se tornou um bairro popular de Paris.
Em 28 de abril de 1935, a estação da linha 11 foi aberta por sua vez.
Em 2004, ela foi a décima quinta estação mais movimentada da rede, com 10,93 milhões de entradas diretas. Em 2011, 11 794 952 passageiros entraram nesta estação (16º lugar). Ela viu entrar 11 558 246 passageiros em 2013, o que a coloca na 15ª posição das estações de metrô por sua frequência.
Em 15 de dezembro de 2015, o Conselho de Paris, a pedido do grupo PCF-FDG, votou a favor de um novo nome para a estação: Belleville - Commune de Paris 1871, para homenagear a Comuna de Paris, cujo bairro foi um ator importante.

## Serviços aos passageiros

### Acessos
- 1, boulevard de la Villette
- 2, boulevard de la Villette

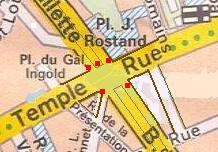
Neste mapa, a posição dos acessos é indicada pelos quadrados vermelhos

- Terrapleno central face ao 1, boulevard de la Villette
- 79, boulevard de Belleville
- 130, boulevard de Belleville

### Plataformas
As plataformas das duas linhas são de configuração padrão: duas plataformas laterais por ponto de parada, separadas pelas vias do metrô situadas ao centro e a abóbada é elíptica.
A estação da linha 2 está disposta em estilo "Andreu-Motte" com duas rampas luminosas e assentos "Motte" de cor laranja. As telhas em cerâmica brancas biseladas recobrem os pés-direitos, os tímpanos, a abóbada e as saídas dos corredores, enquanto que os entourages das escadas em funil dando acesso à linha 11 são tratados em telhas brancas planas. Os quadros publicitários são em cerâmica branca e o nome da estação é inscrito na fonte Parisine em placas esmaltadas.
A estação da linha 11 também é decorada no estilo "Andreu-Motte" com duas rampas luminosas e assentos "Motte" de tinta verde. Como nas plataformas da linha 2, as telhas em cerâmica brancas recobrem os pés-direitos, os tímpanos, a abóbada e as saídas dos corredores. Em contraste, os quadros publicitários são em faiança de cor de mel e o nome da estação também é escrito em faiança no estilo da CMP original.

### Intermodalidade
A estação é servida à noite pelas linhas N12 e N23 da rede Noctilien.

## Projeto
Como parte do projeto para estender a linha 11, e para satisfazer as normas de evacuação da estação, planeja se criar um novo acesso secundário na extremidade oeste das plataformas, levando à rue de la Présentation.